# Răzvan Horj
Răzvan Horj (Moisei, 17 dicembre 1995) è un calciatore rumeno, difensore dello Zorile Moisei.